# إدريس السلاوي
إدريس السلاوي (1926 - 7 فبراير 1999)، هو سياسي ومستشار مغربي شغل مناصب كاتب الدولة في الداخلية، وزير التجارة والصناعة الحديثة والمناجم، وزير الحرف والتجارة البحرية، وزير الشؤون الاجتماعية والمالية والزراعة، ووالي بنك المغرب.

## حياته
ولد سنة 1926 بفاس

## وفاته
توفي يوم 7 فبراير 1999

## روابط خارجية
- إدريس السلاوي على موقع مونزينجر (الألمانية)